# Phalonidia tenuispiniformis
Phalonidia tenuispiniformis es una especie de polilla del género Phalonidia, categorizada en la tribu Cochylini, de la subfamilia Tortricinae.

## Distribución
Se distribuye por Asia: China, en el distrito de Mentougou.

## Taxonomía
Fue descrita por Sun & Li en 2013.
Tratamiento taxonómico
La especie aparece registrada y publicada en Zootaxa 3641: 551.